# أوت لاو جوسي ويلز
أوت لاو جوسي ويلز (بالإنجليزية: The Outlaw Josey Wales) ، هي فيلم أمريكي من نوع أكشن ، أنتجت عام 1976م ، ونشرها شركة وانر برذرز ، من بطولة كلينت إيستود وشيف دان جورج وسوندرا لوك.

## قصة الفيلم
تبدأ القصة لجوسي ويلز وهو يتفاجأ بقيام العصابات الرعاة البقر بإحراق بيته وقتل زوجته ، وأقسم جوسي ويلز بالثأر ممن قتل زوجته.

## مصدر
1. ↑  "The Outlaw Josey Wales". Box Office Mojo. مؤرشف من الأصل في 2017-11-13. اطلع عليه بتاريخ 2012-01-23.

## وصلات خارجية
- أوت لاو جوسي ويلز (الخارج عن القانون جوسي ويلز) على موقع IMDb (الإنجليزية)
- أوت لاو جوسي ويلز (الخارج عن القانون جوسي ويلز) على موقع ميتاكريتيك (الإنجليزية)
- أوت لاو جوسي ويلز (الخارج عن القانون جوسي ويلز) على موقع الموسوعة البريطانية (الإنجليزية)
- أوت لاو جوسي ويلز (الخارج عن القانون جوسي ويلز) على موقع روتن توميتوز (الإنجليزية)
- أوت لاو جوسي ويلز (الخارج عن القانون جوسي ويلز) على موقع نتفليكس (الإنجليزية)
- أوت لاو جوسي ويلز (الخارج عن القانون جوسي ويلز) على موقع ألو سيني (الفرنسية)
- أوت لاو جوسي ويلز (الخارج عن القانون جوسي ويلز) على موقع Turner Classic Movies (الإنجليزية)
- أوت لاو جوسي ويلز (الخارج عن القانون جوسي ويلز) على موقع أول موفي (الإنجليزية)
- أوت لاو جوسي ويلز (الخارج عن القانون جوسي ويلز) على موقع بوكس أوفيس موجو (الإنجليزية)
- أوت لاو جوسي ويلز (الخارج عن القانون جوسي ويلز) على موقع فيلمافينيتي (الإسبانية)
- The Outlaw Josey Wales على موقع أول موفي.